# Lago Ram
Lago Ram es un lago de cráter en el noreste de los Altos del Golán, un territorio disputado entre Israel y Siria, cerca del monte Hermón. Las únicas fuentes de la laguna son el agua de lluvia y un manantial subterráneo. El agua no sale del lago a cualquier otro cuerpo de agua. El cráter es un maar.
Según el Talmud, Birkat Ram es uno de los tres manantiales subterráneos, junto con Hamat Gader, en los Altos del Golán y el sureste de Hamat en Tiberias, que se abrió en El Diluvio de Noé y no se cerró de nuevo después del diluvio.